# Рамос, Хорхе Абелардо
Хо́рхе Абела́рдо Ра́мос (исп. Jorge Abelardo Ramos, 1921—1994) — аргентинский писатель, историк и общественный деятель. Создатель Социалистической партии национальных левых (PSIN), считается основателем идеологического течения «национальной левой», получивший распространение в Аргентине, Боливии, Уругвае и Чили. Выходец из троцкистской среды (посещал Рабочую революционную группу Либорио Хусто, был авторитетной фигурой Рабочей социалистической лиги), пришёл к выводу о необходимости сближения коммунистов и социалистов с перонистами, а также синтеза марксизма с идеями национального освобождения в форме «боливарианского марксизма». Посол Аргентины в Мексике по назначению президента Карлоса Менема в период с 1989 по 1992 год.